# Tandur (forno)
Tandoor ou tandur é um forno, tradicionalmente feito na forma duma ânfora de barro de grandes dimensões, parcialmente enterrada, típico da Ásia Central, mas popular em toda a Índia, onde se fazem muitos pratos, assim como vários tipos de pão, principalmente os do tipo naan. 
O fogo é aceso dentro, e os alimentos são colocados pela única abertura, do topo, ficando sujeitos a uma temperatura muito elevada; o pão, normalmente achatado é colocado diretamente nas paredes do forno, onde fica pronto em poucos segundos.

## História e variantes
Segundo algumas fontes, o tandur seria originário da Pérsia, onde teria o nome “tannur”; no entanto, existe evidência arqueológica da existência de fornos com as caraterísticas do tandur na Índia de cerca de 3 000 a.C. 
No Afeganistão, o tandur servia como forno de pão para uma comunidade inteira; isto acontece ainda hoje com o “tannour” do Médio Oriente; neste caso, o forno tem uma abertura em baixo, por onde se faz a sua manutenção e a colocação e retirada do pão, depois do fogo estar apagado, mas as paredes de barro ainda bem quentes. 
O primeiro forno tandur instalado num restaurante teria sido no Moti Mahal Restaurant, em 1948, em Déli. Jawaharlal Nehru gostava de naan e galinha tanduri e tornou estas iguarias parte dos banquetes oficiais para visitas de estado. 
Existe ainda outra versão, o “forno tabun”, ainda utilizado no século XXI na Palestina, com as mesmas características, não só de construção e funcionamento, mas de função social.  Segundo algumas fontes, este tipo de forno, com a designação “tannur” seria citado na Bíblia, ligado ao fabrico de pão. 

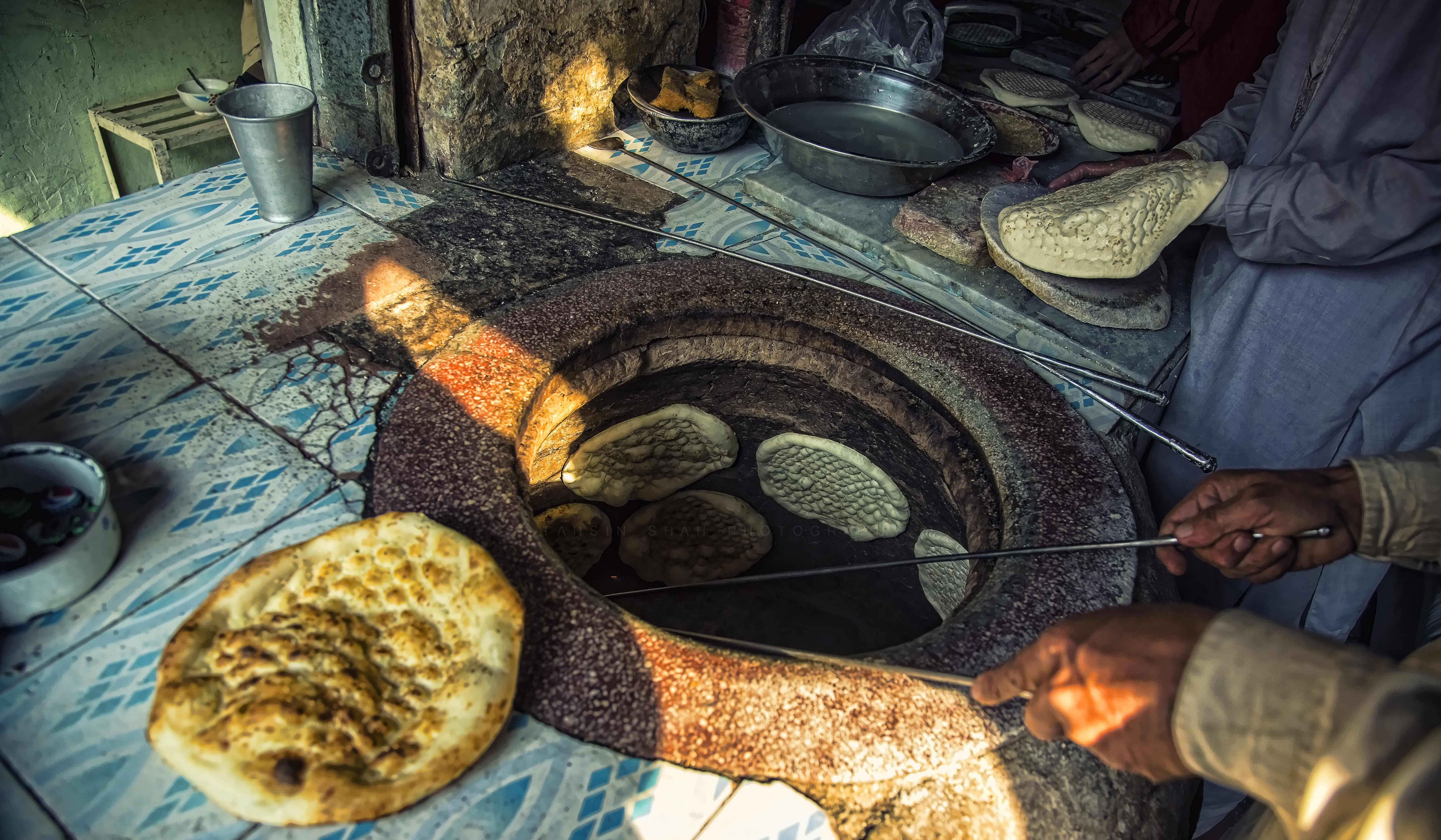
Um Tandoor, também conhecido como tannour, é uma argila cilíndrica ou forno de metal usado para cozinhar e assar no Paquistão e em outros países asiáticos